# Fouée
Cet article possède un paronyme, voir Fouet.
La fouée est une petite boule de pain, cuite au four et fourrée encore chaude de rillettes, de grillon, de champignons, de mogettes ou de beurre, selon les régions. Issue du terroir gastronomique de l'ouest de la France (Touraine, Saumurois, Poitou, Charentes) elle est plus connue sous le nom de fouace angevine en Anjou.

## Origine et étymologie
Le terme proviendrait du latin panis focacius, qui désigne un pain plat cuit dans le foyer. Le terme dérive du latin focus, qui signifie « foyer, endroit pour cuire » }.
Au XVIIIe siècle, Jacob Le Duchat, dans ses Remarques historiques et critiques des œuvres de François Rabelais, cite « une espèce de galette ou tourteau cuit au feu, que ceux du pais appellent fouace, et ceux du Languedoc disent fougace, et le petit peuple de Touraine fouée, dans la même signification ».
En 1880, dans son Glossaire angevin étymologique, comparé avec différents dialectes, Charles Ménière indique que le mot « fouée » désigne un fagot de bois pour le feu, ou un petit feu de fagots. Des galettes de pain étaient cuites au four, « à la fouée ».
En 1908, dans leur Glossaire étymologique et historique des parlers et patois de l'Anjou, Verrier et Onillon définissent le terme comme une « galette mince que l'on met au four avant le pain et qui cuit très rapidement […], on appelle cette même galette : galette à la fouée ».

## Histoire
Selon la tradition, une fois par semaine, toute famille se réunissait autour du feu pour la veillée des fouées. En attendant que le four soit assez chaud pour la cuisson du pain, on préparait des fouées avec le reste de pâte à pain. Les personnes chargées de cuire le pain apprêtaient quelques pâtons en les aplatissant entre leurs paumes afin de savoir si la sole était à la bonne température : la vitesse à laquelle gonflait un pâton indiquait si le moment était venu d'enfourner le pain.
Certains boulangers en produisaient aussi à l'intention des ouvriers qui, le matin, les prenaient comme petit déjeuner en allant au travail.
C’est une recette traditionnelle des régions rurales de l’ouest de la France, et notamment du Val de Loire, dans le Saumurois, en Anjou, en Touraine (Chinonais), mais aussi plus au sud, dans le Poitou et les Charentes. 
De par son origine ancienne, la fouée se rapproche de la focaccia italienne, de la fougasse provençale, de la fogaza espagnole, de la pogača des Balkans, de la pogácsa hongroise, de la Pogatschen allemande et de la bougatsa grecque. Dans l'ouest de la France, il existe une fouée briochée en Vendée, appelée la fouace vendéenne, une fouace nantaise et une fouée jusque dans l’île de Jersey.
Elle est de nos jours fréquemment proposée aux touristes fourrée de rillettes.

## Culture populaire
Rabelais décrit la recette de la fouée, ou fouace, dans son roman Gargantua. Les fouaciers de Lerné en Touraine y sont à l'origine de la guerre picrocholine.

## Sources
- Martine Denoueix et Hubert Martin, Art de vivre et gastronomie en Pays de la Loire, Nantes, Siloë, 2000, 191 p. (ISBN 2-84231-095-0), p. 130.